# Фурьетти, Джузеппе Алессандро
Джузеппе Алессандро Фурьетти (итал. Giuseppe Alessandro Furietti; 24 января 1684, Бергамо, Венецианская республика — 14 января 1764, Рим, Папская область) — итальянский куриальный кардинал и доктор обоих прав. Генеральный аудитор Апостольской Палаты с 8 октября 1732 по 17 сентября 1743. Секретарь Священной Конгрегации Тридентского собора с 17 сентября 1743 по 24 сентября 1759. Кардинал-священник с 24 сентября 1759, с титулом церкви Санти-Кирико-э-Джулитта с 19 ноября 1759. 